# Liste der Kulturdenkmäler in Mörsbach
In der Liste der Kulturdenkmäler in Mörsbach sind alle Kulturdenkmäler der rheinland-pfälzischen Ortsgemeinde Mörsbach mit den Ortsteilen Burbach, Niedermörsbach und Obermörsbach aufgeführt. Grundlage ist die Denkmalliste des Landes Rheinland-Pfalz (Stand: 21. Dezember 2021).

## Einzeldenkmäler
| Bezeichnung | Lage                                | Baujahr                            | Beschreibung | Bild            |
| ----------- | ----------------------------------- | ---------------------------------- | --- | --------------- |
| Hofanlage   | Burbach, Nisterstraße 9 Lage        | zweite Hälfte des 18. Jahrhunderts | Streckhof; Fachwerk aus der zweiten Hälfte des 18. Jahrhunderts, Zierverschieferung um 1900                         | Fotos hochladen |
| Wohnhaus    | Niedermörsbach, Hauptstraße 20 Lage | erste Hälfte des 19. Jahrhunderts  | Wohnstallhaus; Fachwerkbau, teilweise massiv, erste Hälfte des 19. Jahrhunderts                                     | Fotos hochladen |
| Quereinhaus | Niedermörsbach, Hauptstraße 22 Lage | 18. Jahrhundert                    | Wohnteil eines Quereinhauses (?), teilweise massiv und verkleidet, Fachwerk wohl aus dem 18. Jahrhundert            | Fotos hochladen |
| Quereinhaus | Obermörsbach, Mittelstraße 9 Lage   | 18. Jahrhundert                    | Fachwerk-Quereinhaus, verkleidet, wohl aus dem 18. Jahrhundert                                                      | Fotos hochladen |
| Hofanlage   | Obermörsbach, Mittelstraße 21 Lage  | zweite Hälfte des 18. Jahrhunderts | Streckhof; Fachwerk, zweite Hälfte des 18. und erste Hälfte des 19. Jahrhunderts, massiver Bauteil, 20. Jahrhundert | BW              |